# Santa Luċija (Malta)
Santa Luċija Málta egyik legfiatalabb és legkisebb helyi tanácsa Tarxien és Ħal Luqa között. 1961 júliusában hozták létre, első lakosai 1966 márciusában költöztek be. Lakossága 3174 fő (2005). Nevének angol írásmódja Santa Lucia (gyakran rövidítve: Sta Lucia).

## Története
1974-ben egy apró, földalatti megalitikus templomot fedeztek fel, ez az ember legkorábbi nyoma a területen. A mellette fellelt cserepek rézkoriak. A Szent Lúcia-kápolnát 1532-ben építették. A 18. század elejéről hatalmas ciszterna maradt fenn az it-Tgħatija nevű terület alatt. A második világháború idejéről fennmaradt a San Ġakbu-üteg egyik ágyújának beton talapzata is, ezek a repülőteret védték.
A mai település határait egy 1961. július 7-én megjelent határozat jelölte ki, első lakói öt évvel később költöztek be. 1969 és 1972 között épült fel a neoromán stílusú X. Piusz-plébániatemplom. Az építkezés mellett 1969. július 27-től az új templom önálló plébánia is lett.

## Önkormányzata
Santa Luċiját öttagú helyi tanács irányítja. A jelenlegi, hatodik tanács 2012 óta van hivatalban. Eddigi egyetlen polgármestere Frederick Cutajar (Munkáspárt, 1994 óta).

## Nevezetességei
- Garden of Serenity: a kínai kapcsolat hatására telepített park

## Sport
Sportegyesületei:
- Boccia: Santa Luċija Boċċi Club (1982): legjobb eredménye, hogy a Charity Cup döntőjébe jutott (1997)
- Labdarúgás: Santa Luċija Football Club

## Közlekedése
A Valletta és a keleti part közti főút, valamint a repülőtér közelében fekszik, így jól megközelíthető.
Autóbuszjáratai:
- Valletta felől: 15 (végállomás), 115 (Birżebbuġa)
- Gudja felől: 800 (körjárat)

## Testvérvárosai
- Jin Csang (Kína, 2000)
- Carlentini (Olaszország, 2006)
- Gabiano (Olaszország, 2008)